# Koo Tae-hyun
Koo Tae-hyun (ur. 5 listopada 1981) – południowokoreański zapaśnik w stylu wolnym. Dwukrotny uczestnik mistrzostw świata, piąty w 2005. Piąty na igrzyskach azjatyckich w 2006. Zdobył dwa brązowe medale na mistrzostwach Azji, w 2005 i 2008. Trzeci na uniwersjadzie w 2005 roku.